# 諾亞·威廉斯

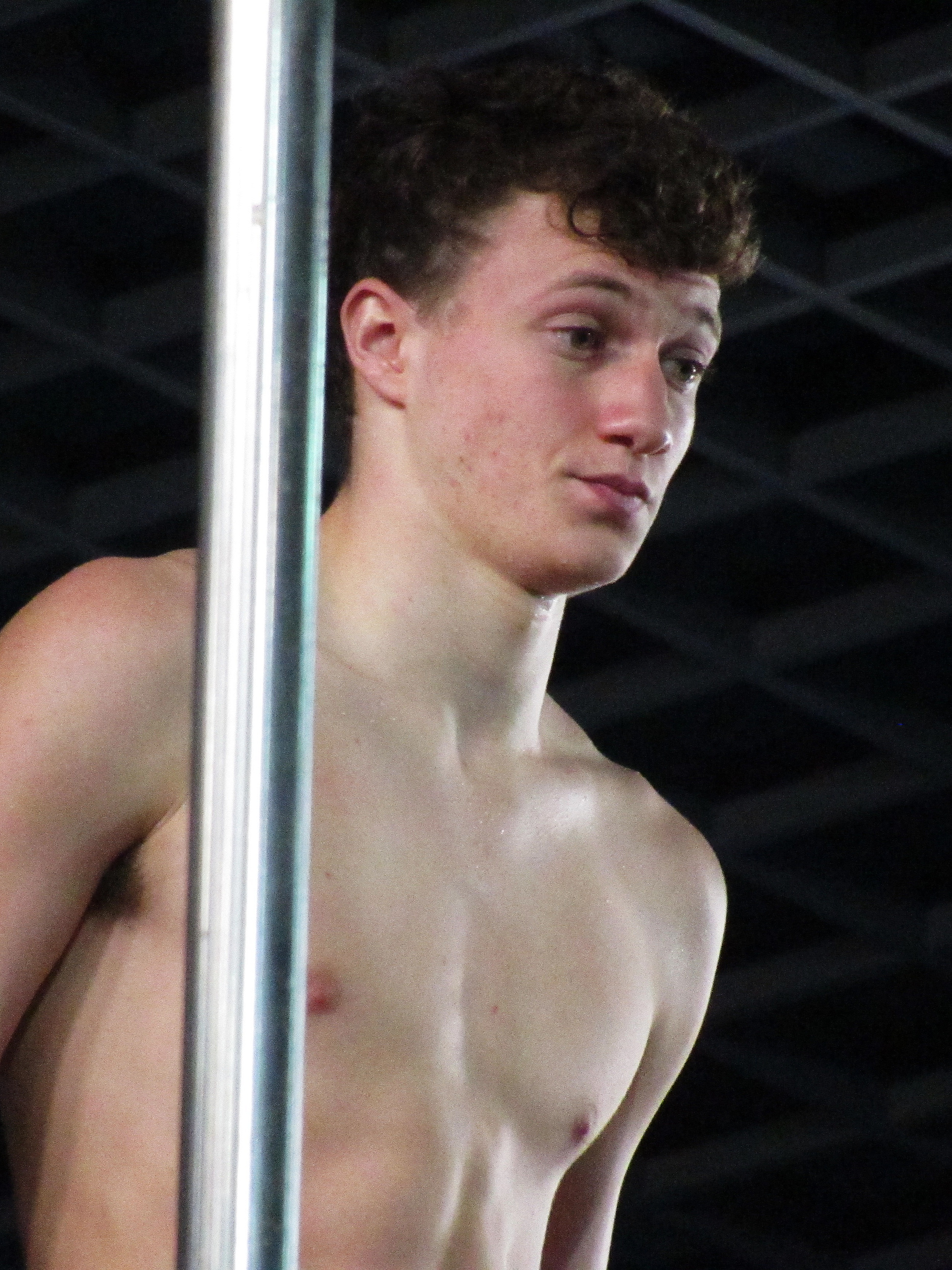

諾亞·威廉斯（英語：Noah Williams，2000年5月15日—）是英國的一位跳水運動員。他專攻男子10米台項目。他曾經在歐洲錦標賽和英聯邦運動會上獲得銀牌。他代表英國參加了2020年東京奧林匹克運動會男子組10公尺跳台比賽。